# Rexona
Rexona es una marca de desodorantes fundada en Australia en 1908 que actualmente fabrica Unilever. Se conoce como Sure en el Reino Unido e Irlanda, Degree en Estados Unidos y Canadá, Rexena en Japón y como Shield en Sudáfrica. En Noruega, Lilleborg produce Sterilan usando una fórmula similar.

## Historia
En 1902, Alice Sheffer era la esposa de S. F. Sheffer, la fundadora americana de Sheldon Drug Company. Se fueron a Australia en 1902, tras la adquisición de la fórmula alquimista. El Sheldon Drogas Company fabricado las píldoras del Dr. Sheldon Gin y nuevo descubrimiento de mezcla, entre otros medicamentos innovadores para la época. Pero la señora Alice Sheffer quería una gama de productos que se complementan entre sí.
Ella había diseñado productos que eran asequibles, diseñados para hombres y mujeres. La elección de los ingredientes eran efectivos y tenían buenos aromas: enebro, clavo de olor, trementina, isobornilo, casia, aceite de tomillo y eucalipto.
En 1908, fue lanzado para la línea original que incluía crema de afeitar, jabón de hotel, jabón medicinal y la pomada que se convirtió en el mayor activo de la empresa, con el mayor volumen de negocio. La pomada se anunció como remedio fiable para todas las erupciones e irritaciones cutáneas como eczema, acné, contusiones, sabañones, manos agrietadas, ciática, picazón, sangrado menor, cortes y picaduras de insectos.
En 1929, Sheldon vende una gama de productos para la cocina, que se convirtió en parte de la compañía anglo-holandesa Unilever. Rexona ya era un líder en su categoría. 
Desde 1960, Rexona presentó su primer desodorante que fue lanzado inicialmente en Finlandia y después al resto del mundo. La marca más tarde sería conocida como Degree en Estados Unidos. En las siguientes décadas, Rexona se ha consolidado como una de las más grandes marcas de antitranspirantes en el mundo. 
La marca también ha patrocinado atletas como la tenista Steffi Graf, el equipo de Rugby de Nueva Zelanda All Blacks, el equipo sudafricano Springboks, el canadiense Darren Berrecloth, el campeón de tenis David Nalbandian,  y los futbolistas Neymar da Silva Santos Júnior y Javier Mascherano.

### Estados Unidos
La forma del palillo viene a menudo con los lemas presionados en el desodorante por el sello protector. Por ejemplo, la variedad Cool Rush viene con el lema Take The Risk. La marca de grado fue promovida por Helene Curtis, que Unilever adquirió en 1996.

### India
En India, fue lanzado en 1947 como un rival a Hamam, un producto Tata Group. La empresa ya utilizaba Rexona como una marca de jabón, la marca Sure se utilizó en lugar de desodorantes, como en el Reino Unido e Irlanda.

### Otras marcas Sure
En los Estados Unidos de América, Sure es una marca antitranspirante creada por Procter & Gamble en 1972, comercializada tanto para hombres como para mujeres. La marca es ahora propiedad de Helen of Troy Limited, que adquirió la marca de marcas innovadoras en marzo de 2010.
Innovative Brands, LLC, una compañía de la cartera de compañías de Jahm Najafi, había adquirido la marca de Procter & Gamble en septiembre de 2006, después de que P&G adquiriera Gillette.